# Pseudococcus importatus
Pseudococcus importatus är en insektsart som beskrevs av Mckenzie 1960. Pseudococcus importatus ingår i släktet Pseudococcus och familjen ullsköldlöss. Inga underarter finns listade i Catalogue of Life.